# Rue Pierre-Le-Roy
La rue Pierre-Le-Roy est une voie du 14e arrondissement de Paris, en France.

## Situation et accès
La rue Pierre-Le-Roy est une voie publique située dans le 14e arrondissement de Paris. Elle débute au 40, boulevard Brune et se termine au 7, rue Maurice-Bouchor.

## Origine du nom
La rue a été nommée en l'honneur de Pierre Le Roy (1717-1785), horloger considéré comme l'inventeur du chronomètre.

## Historique
La voie a été ouverte et a pris sa dénomination actuelle en 1929 sur l'emplacement du bastion no 76 de l'enceinte de Thiers.